# Profeet zonder vaderland
Profeet zonder vaderland is een hoorspel van Will Barnard. De NCRV zond het uit op vrijdag 27 november 1970. De regisseur was Johan Wolder. De uitzending duurde 46 minuten.

## Rolbezetting
- Siem Vroom (Jan Amos Comenius)
- Wik Jongsma (Nicolaas Drabik)
- Willy Brill (Wijsheid)
- Mariëlle Fiolet (Dwaasheid)
- Paul Deen (Alweter)
- Hein Boele (Verblinding)
- Edmond Classen (Salomo)
- Dick Scheffer (Diogenes)
- Bert Dijkstra (Louys de Geer)
- Floor Koen & Jos van Turenhout (twee wachters)

## Inhoud
Dit hoorspel handelt over de levensgang en de geestelijke ontwikkeling van de laatste bisschop van de Moravische Broederschap, Jan Amos Comenius (1592 1670). Het is geschreven in de vorm van een allegorie waarin zinnebeeldige figuren de banneling Comenius begeleiden op zijn tocht door een als labyrint voorgestelde wereld…